# 이마누엘 칸트
이마누엘 칸트(독일어: Immanuel Kant, 독일어 발음: [ɪˈmaːnu̯eːl kant], 1724년 4월 22일 ~ 1804년 2월 12일)는 근대 계몽주의를 정점에 올려놓았고 독일 관념철학의 기반을 확립한 프로이센의 철학자이다.
칸트는 21세기의 철학에까지 영향을 준 새롭고도 폭 넓은 철학적 관점을 창조했다. 그는 또한 인식론을 다룬 중요한 저서를 출간했고, 종교와 법, 역사에 관해서도 중요한 책을 썼다. 그의 탁월한 저서 중 하나인 《순수이성 비판》은 이성 그 자체가 지닌 구조와 한계를 연구한 책이다. 이 책에서 칸트는 전통적인 형이상학과 인식론을 공격하고 있으며, 칸트 자신이 그 분야에 공헌한 점을 부각시키고 있다. 그가 만년에 출간한 다른 주요 저서에는 윤리학을 집중적으로 다룬 《실천이성 비판》과 미학, 목적론 등을 연구한 《판단력 비판》이 있다.
그는 종래의 경험론 및 독단론을 극복하도록 비판철학을 수립하였다. 인식 및 실천의 객관적 기준을 선험적 형식에서 찾고, 사유가 존재를, 방법이 대상을 규정한다고 하였다. 도덕의 근거를 인과율이 지배하지 않는 선험적 자유에서 찾고, 완전히 자유로운 도덕적 인격의 자기 입법을 도덕률로 삼았다.
그는 도덕적 인격을 목표로 하면서도 자의적인 ‘한 사람의 의욕과 다른 사람의 의욕이 자유의 보편원칙에 따라 합치될 수 있는 여러 조건’을 법이라 생각하였다. 칸트에게 내적 자유의 실현 수단인 법은 외적 자유를 제한하는 강제를 본질로 한다는 점에서 도덕과 엄격히 구별되었다. 칸트는 국가에 대해서 계약론의 입장을 취했는데, 그는 국가계약을 역사적 사실처럼 생각한 계몽기의 사상을 발전시켜서 이것을 국민주권을 위한 이론적 요청으로 생각하였다. 또 칸트는 국가 간의 전쟁을 하지 않는, 영구 평화를 어떻게 실현할 수 있을지에 대해서도 저술했다. 그는 전쟁으로 인해 생긴 문제점을 전쟁이 끝난 뒤에 조정하여 해소하는 제도가 필요하다고 생각했고, 그 제도의 내용은 국제법의 개념에 근거한 국제 연맹이어야 한다고 제안하였다.

## 생애
1724년 프로이센의 상업도시 쾨니히스베르크(현재의 러시아 칼리닌그라드)에서 수공업자인 아버지 요한 게오르크 칸트(Johann Georg Kant, 1682–1746)와 어머니 아나 레기나 칸트(Anna Regina Kant, 혼전 성씨: 로이터·Reuter, 1697–1737) 사이에서 태어났다. 그는 11명 자녀 가운데 넷째로 태어났다(11명 자녀 가운데 어른까지 살아남은 사람은 4명뿐이었다). 칸트는 '에마누엘'(Emanuel)이란 세례명을 받았으며, 히브리어를 공부하고서 '이마누엘'(Immanuel: "하느님이 우리와 함께 계시다")로 바꾸었다. 그는 삶을 통틀어서 단 한번도 쾨니히스베르크에서 100마일 이상 떨어진 곳으로 여행하지 않았다. 그의 아버지는 당시 프로이센에서 가장 북쪽 도시인 메멜에서 이주한 독일인 마구(馬具) 제작자였다. 그의 어머니는 뉘른베르크에서 태어났다. 칸트 할아버지는 스코틀랜드에서 동프로이센으로 이주한 사람이었으며, 그의 아버지는 여전히 가족의 성을 영어식("Cant")으로 적곤 했다. 어렸을 때 칸트는 돋보이지는 않았으나 성실한 학생이었다. 그는 경건주의를 따르는 가정에서 성장했다. 기독교의 경건주의는 종교적인 헌신과 겸손함 그리고 성경을 문자 그대로 해석하는 것을 강조하였다. 따라서 칸트가 받은 교육은 수학과 과학보다 라틴어와 종교였고, 엄격하고 가혹한 훈련을 강조한 것이었다.

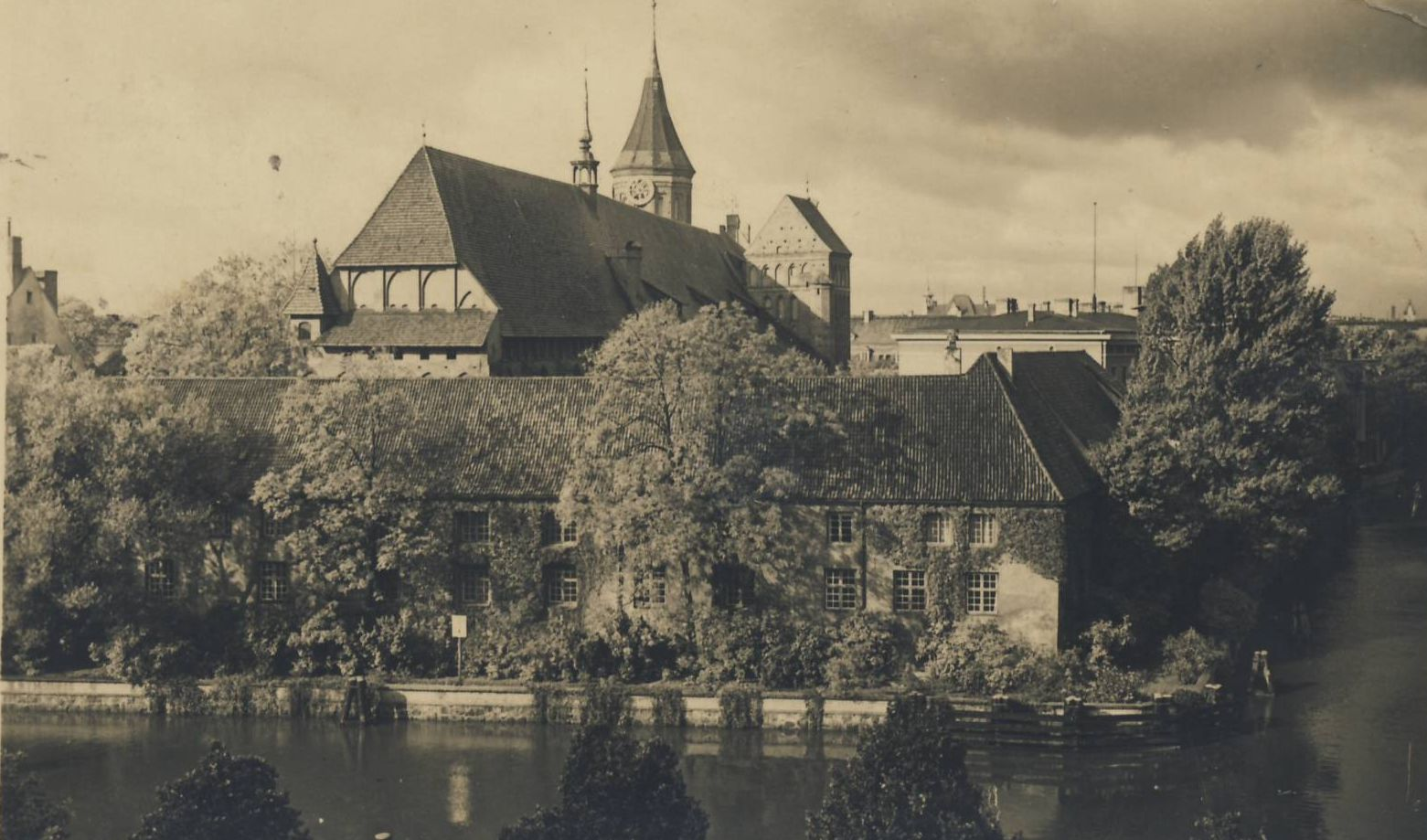
쾨니히스베르크의 옛 대학 건물

칸트 부모는 청교도적 생활을 하였으며, 이는 유년시절 칸트에게 깊은 영향을 끼쳤다고 한다. 칸트는 1732년 어머니와 친분 있던 신학자 슐츠가 지도하던 사학교 프리드릭스 김나지움에 입학하고 1740년에 졸업했다. 같은 해 쾨니히스베르크의 대학에 입학하여 철학과 수학을 공부했는데, 특히 마르틴 크누첸(Martin Knutzen)에게 논리학과 수학을 지도 받았다고 한다. 이후 자연과학에 관심 두었고 아이작 뉴턴의 물리학에 매료되었다.
후대 전기 작가 기록에 의하면, 칸트는 1746년 《활력의 진정한 측정에 관한 사상》(Gedanken von der wahren Schätzung der lebendigen Kräfte)이라는 졸업논문과 함께 대학을 졸업했으나, 아버지가 사망함에 따라 학자금과 생계유지를 위해 수년에 걸쳐 지방 귀족가문의 가정교사 생활하면서 홀로 철학연구를 계속했다고 한다. 그러나 칸트는 곧 대학으로 돌아왔으며 1755년 6월 12일, 《일반자연사와 천체이론》(Allgemeine Naturgeschichte und Theorie des Himmels)이라는 논문으로 박사학위를 받음과 동시에 《형이상학적 인식의 으뜸가는 명제의 새로운 해명》(Principorum primorum cognitionis metaphysicae nova dilucidatio)이라는 논문으로 대학에서 강의할 자격을 얻었다. 이후 대학에서 일반논리학, 물리학, 자연법, 자연신학, 윤리학 등 여러 주제로 강의했다. 1756년 크누첸이 사망하자 그 후임으로 교수직을 얻으려 노력했지만 성과를 거두지 못했다. 그렇지만 1764년 프로이센의 교육부에서 제공한 문학 교수자리를 거절할 정도로 철학 교수직을 갈망했다. 18세기까지도 수학과 물리학은 자연철학으로 간주되어 철학 영역에 속했다. 1766년에 생활비를 충당하기 위해 왕립도서관 사서로 취직하여 1772년까지 근무하기도 했다. 그사이 칸트는 원하던 대로 쾨니히스베르크 대학 철학 교수직을 얻었으며, 이때 발표한 교수취임논문(1770년)은 칸트 비판 철학의 시작을 알리는 저술로 평가되고 있다.
10여 년간 철학적 침묵기를 거친 후 칸트는 1780년대에 일련의 중요한 저서, 즉 에세이 《계몽이란 무엇인가에 대한 답변》(Beantwortung der Frage: Was ist Aufklärung?, 1784), 《윤리 형이상학의 정초》(Grundlegung zur Metaphysik der Sitten, 1785), 《자연과학의 형이상학적 기초》(Metaphysische Anfangsgründe der Naturwissenschaft, 1786)를 잇달아 발표하면서 점점 명성이 올라갔다. 그리고 《순수이성비판》(초판:1781년, 재판:1787년), 《실천이성비판》(1788), 그리고 《판단력비판》(1790)에서 그의 비판철학의 정수를 선보였다. 눈부신 학문적 성취와 더불어 1786-8년에는 쾨니히스베르크대학의 총장에 선출되는 영예를 누렸다.
칸트는 한번도 쾨니히스베르크를 떠나지 않았으며, 알려진 것처럼 규칙적인 일상생활을 영위하면서 강의와 사유에 전념했다. 다만 1792년에 논문출판과 검열을 두고 학부 관리처와 작은 의견 충돌이 있었던 것으로 전해진다. 문제의 논문은 《인간본성에 있어서의 근본악에 관하여》(Vom radikalen Bösen in der menschlichen Natur)란 제목으로서 당시의 계몽주의사상과 종교에 관한 칸트의 솔직한 견해가 대학 관리처로부터 경고를 받은 것으로 전해지고 있다.
평생 독신으로 살며 커피와 담배를 즐겼던 칸트는 1804년 2월 12일 새벽 4시, 80세를 향년으로 생을 마감한다. 그가 마지막으로 “그것으로 좋다(Es ist gut)”라는 말을 남겼다.

## 칸트 철학
칸트는 18세기 철학에 있어 가장 절대적인 영향력을 끼친 인물로 평가 받는다. 실제로 칸트 이전의 철학과 이후의 철학은 차이를 보인다. 이것은 칸트가 초감각적인 세계를 논하는 기존의 형이상학과는 다른 '학문으로서의 형이상학'의 체계를 세우려고 했으며, 그러한 체계의 근거가 되는 인식론을 연구하여 합리주의와 경험주의의 문제점을 지적하면서 인식론에 바탕을 두고 두 사상의 한계에서 벗어난 철학을 하려고 시도했기 때문이다. 칸트가 말하는 '학문으로서의 형이상학'은 인식론에 근거를 두고 이성이 이성 자신을 비판하는 철학이다.

### 비판 철학
칸트의 철학이 비판철학이라 불리는 이유는 무엇보다도 그의 세 가지 저서 《순수이성비판》, 《실천이성비판》, 《판단력비판》에서 연유한 것으로 볼 수 있다. 이들 책의 제목 끝에 붙인 '비판'이라는 개념은 칸트가 과거의 철학을 비판적 연구 분석한 것으로 이해될 수 있으며 또한 칸트는 이러한 측면에서 스스로의 철학을 '비판철학' 이라고 불렀다. 칸트가 이러한 비판 철학을 펼치게 된 데에는, 뉴턴의 자연과학과 루소의 철학, 그리고 인간의 인식능력에 대한 흄의 회의를 받아들인 점이 크게 작용하였다.
권의 저서 내용을 요약한 질문과 각 책이 다룬 영역은 다음과 같다.
- 《순수이성비판》(1781년): 나는 무엇을 어떻게 알 수 있을까?-인식론[12]
- 《실천이성비판》(1788년): 나는 어떻게 행동해야 하나?-윤리학[12]
- 《판단력비판》(1790년): 나는 무엇을 바랄 수 있나?-미학[12]

### 인식론

이마누엘 칸트의 인식론의 선험적 도식

17~18세기 철학의 인식론은 크게 합리주의와 경험주의로 나뉘었다. 여기서 합리주의는 인간이 본래부터 지닌 선험적 이성을 중시하였고, 경험주의는 인간이 경험함으로써 지식을 얻는 귀납법을 중시하였다. 합리주의의 방식은 "백마는 희다"와 같이 술어가 주어의 개념에 이미 포함되어 있는 분석판단을 하므로, 지식을 확장해 나가는 데 크게 도움이 되지 못하였고, 경험주의의 방식은 귀납적인 방법을 강조하며 종합판단을 한 나머지 진리의 필연성을 찾는 데 한계를 드러내었다. 여기서 칸트는 이 두 사상을 통합한 선험주의를 주장하였다. 즉, 지식의 보편성과 필연성을 인정하면서도 인식을 확장하는 '선험적(선천적:a priori) 종합판단' 을 긍정하였다.
칸트는 《순수이성비판》에서 인간의 이성이 지닌 한계를 지적하면서 인간 인식에 선험적 형식을 도입하는 이른바 '코페르니쿠스적 전환'(Kopernikanische Wendung)을 시도하였다. '코페르니쿠스적 전환'이란 인간이 대상을 있는 그대로 인식하는 것이 아니라 인간의 인식이 대상의 관념을 만들어낸다는 생각이다. 쉽게 말하면 인간은 대상이 있는 대로 아는 것이 아니라, 아는 대로 그 대상이 있다고 믿는다는 것이다. 따라서 칸트에게 진리는 주체의 판단형식에서 찾아야 하는 무엇이다.
칸트의 인식론은 감성을 통해 얻은 감각을 범주를 사용하여 지성(Verstand:오성)으로 인식하고, 초경험적인 것은 이성으로 인식한다는 것이다. 감성은 어떤 물자체를 지각하는 능력이며, 범주는 이러한 감각을 인식하게 하는 하나의 틀이다. 따라서 감성과 지성은 인간이 지각 하는 데 있어 없어서는 안되는 필수적인 요건인 셈이다. 여기서 칸트는 인간이 사물을 인식하는 데 시간과 공간 값이 필요하다고 본다. 구체적인 연장과 존재하는 시간이 없으면 우리는 인식을 할 수 없다고 보았기 때문이다. 다만, 감정과 같은 것은 공간 값은 없지만 시간 값만 있는 것으로 보았다.
칸트는 저서 《순수이성비판》에서 초경험적인 것을 이성으로 알려고 하는 것을 비판하였다. 가령 신의 존재를 증명하려는 존재론적 증명 등을 비판하여 여러 형이상학적인 사상들을 배격하고자 하였다. 이 말은 형이상학의 영역이 거짓이라는 것이 아니라, 우리가 인식 할 수 없는 것으로, 어떤 형이상학적 명제가 참인지 거짓인지는 알 수 없다는 것이다. 또한 칸트는 인간의 지성(Verstand)이 사물의 현상을 분류,정리할 수 있으나, 그 현상 너머에 숨은 본질에는 이를 수 없다고 보았다. 인간은 사물의 본질이나 신에 해당하는 물자체를 인식할 수 없는 것이다. 따라서 칸트에 따르면, 기존의 형이상학은 인간이 인식할 수 없는 초감각적이고 초경험적인 것을 인식의 범주 안으로 끌어들이는 오류를 저지른 것이다. 칸트는 형이상학이 그런 오류에서 벗어나 이성의 인식체계에 대한 학문이 되어야한다고 생각했다. 하지만 칸트는 형이상학적인 신, 영혼들의 존재를 도덕을 다루는 과정에서 다시 요청하게 된다.

### 윤리학
칸트는 윤리학을 연구하면서 주관적인 감정이나 상황에 따라 ‘차이가 나는’ 도덕이 아니라 모두가 인정할 수 있는 ‘보편적이고 객관적’인 도덕을 추구하였다. 모두가 합리적이고 타당하다고 생각하는 도덕을 지키는 것이 옳다고 생각했기 때문이다. 이러한 도덕을 도덕법칙이라고 부르는데, 칸트는 인간은 자신의 감정에 따라 선을 베푸는 것은 옳지 않다고 보았다. 여기서 칸트는 인간은 마음 속에서 충동과 도덕이 투쟁한다고 보았다. 즉, 옳고 그른 일을 하는 것에 대해서 인간의 마음 속에서는 충동과 도덕심이 투쟁을 하며, 도덕이 이기면 선한 행동을 하고 충동이 이기면 그른 일을 하게 된다고 보았으며, 그렇다고 도덕이 충동을 없애 버려서는 안 된다고 하였다.
칸트는 행위의 ‘결과’보다 행위의 ‘동기’를 중요하게 생각했다. 그는 어떤 결과를 얻거나 어떤 목적을 달성하려는 ‘수단으로서 명령’이 아니라, 명령 그 자체가 목적인 ‘무조건적인 명령’을 도덕법칙으로 제시하였다. 다시 말해 때와 장소에 따라 달라지는 조건적인 가언명령이 아니라, 어떠한 상황에서도 무조건 따라야만 하는 의무로서 명령인 정언명령을 내세운 것이다.
칸트에 따르면, 누구나 어떤 조건에서든 따라야만 하는 정언 명령은 다음 두 가지를 들 수 있다.
첫째 명령, “네 의지의 준칙(격률)이 언제나 동시에 보편적 입법의 원리가 될 수 있도록 행위 하라”이다. 이 말은 쉽게 말해 누구든지 어떤 행동을 할 때 스스로 생각할 때 다른 모든 사람이 그와 같은 행동을 해도 괜찮다고 생각되는 행동을 해야 한다는 뜻이다.
둘째 명령, “너 자신과 다른 모든 사람의 인격을 언제나 동시에 목적으로 대하도록 행위 하라”이다. 칸트는 당시 유럽에서 유행하던 자연론적인 인간관을 반대하였다. 인간이 자연 법칙의 지배를 받는다고 본 자연론적인 인간관을 부정하면서, 그는 모든 인간의 평등한 존엄성을 강조했다. 칸트에 따르면, 인간에게는 ‘도덕 법칙’이 있다는 것이다. 인간은 절대적인 가치를 지닌 인격체로서, 다른 목적을 위한 수단이 아니라, 그 ‘자체가 목적’이며 그에 합당한 존엄한 대우를 받아야 한다고 했다.

## 영향과 비판

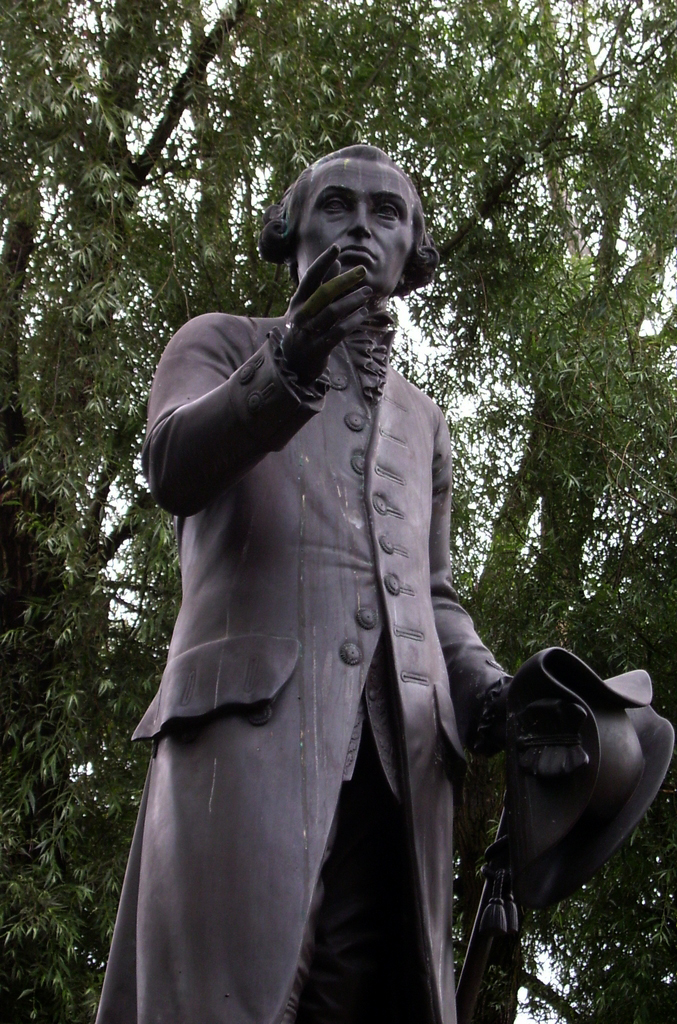
쾨니히스베르크(현 러시아 칼리닌그라드)에 세운 이마누엘 칸트의 동상

### 영향
서양 사상에 대한 칸트의 폭넓은 영향은 헤아릴 수 없는 정도이다. 특정한 사상가에게 준 구체적인 영향을 넘어서, 칸트는 그가 살았던 시대에서부터 지금까지에 이르는 철학연구가 칸트 이전으로 돌아갈 수 없을 정도로 철학의 틀 구조를 바꾸었다. 달리 말하면, 그는 패러다임의 전환(paradigm shift)을 이루었다. 이러한 전환은 공리주의에서 후기 칸트학파의 사상에 이르는 혁신과 밀접하게 연관된 채로 철학과 사회과학, 인문학 분야 모두에서 유지되었다.
| “ | 칸트의 "코페르니쿠스적 전환"은 우리의 지식에 대한 연구의 중심에서 인간 주체 또는 아는 사람으로서의 역할을 담당하고 있다. (이와 같은 전환이 없다면) 우리는 우리와 아무 상관없는 사물 자체와 우리에게 그 사물이 어떤 것인지에 대해서 철학적으로 설명할 수 없다. | ” |

칸트의 생각은 그 전부 또는 일부가 이후에 각기 다른 주장을 펼친 학파들에게서 드러나고 있다. 독일 관념론, 실증주의, 현상학, 실존주의, 비판 이론, 언어 철학, 구조주의, 후기 구조주의, 해체주의가 그러한 예이다. 칸트의 영향은 사회과학과 행동과학에서도 나타나는 데, 막스 베버의 사회학과 장 피아제의 심리학, 그리고 노암 촘스키의 언어학을 예로 들 수 있다. 칸트가 패러다임을 철저하게 바꾸었기 때문에, 특별히 칸트의 저서나 칸트의 용어를 언급하지 않는 학자들까지도 칸트의 영향에서 벗어날 수 없었다.
그의 생애 동안에, 그의 사상은 상당한 주목을 받았다. 그는 1780년대에서 1790년대까지 라인홀트, 피히테, 셸링, 헤겔, 노발리스에게 영향을 끼쳤다. 칸트의 이론적이고 실천적인 글쓰기에 영향을 받아 일어난 철학 운동은 독일 관념론으로 알려졌다. 예를 들어 독일 관념론자인 피히테와 셸링은, 전통적으로 "형이상학"에 포함되었던 "절대적인 것", "신", "존재"와 같은 개념을 칸트 비판 철학의 영역으로 옮기려고 시도하였다.

### 비판
칸트가 살아있을 당시부터 칸트 철학에 대한 비판과 반발이 있었다. 칸트는 이성의 능력과 종교를 모두 비판했고, 이러한 비판은 당시에 이성을 신뢰하던 철학자나 종교를 믿던 종교인에게는 매우 불만스러운 것 이었다.

### 제자가 바라본 칸트
칸트의 제자 요한 헤르더는 그의 스승에 대해서 다음과 같이 평가한다:
| “ | 사고를 위한 이마는 침착한 유쾌함과 기쁨의 자리였다. 말에는 풍부한 사상이 넘쳐흘렀고 농담과 재치가 장기였다. 알만한 가치가 없는 것에 대해서는 무관심했다. 어떤 음모나 편견 그리고 명성에 대한 욕망도, 진리를 빛나게 하는 것에서 그가 조금이라도 벗어나도록 유혹하지 못했다. 그는 다른 사람들로 하여금 스스로 생각하도록 부드럽게 강요했다. 내가 최고의 감사와 존경을 다해 부르는 그의 이름은, 이마누엘 칸트이다. | ” |

## 저서
- 《일반 자연사와 천체론》 (Allgemeine Naturgeschichte und Theorie des Himmels, 1755년)
- 《미와 숭고의 감정에 관한 고찰》 (Beobachtungen über das Gefühl des Schönen und Erhabenen, 1764년)

- 《아름다움과 숭고함의 감정에 관한 고찰》, 이재준 옮김, 책세상, 2005년, ISBN 978-89-7013-518-2

- 《감각 가상계의 형식과 원리》 (De mundi sensibilis atque intelligibilis forma et principiis, 1770년)

- 《감성계와 지성계의 형식과 원리들》, 최소인 옮김, 이제이북스, 2007년, ISBN 978-89-5644-092-7

- 《순수이성비판》 (Kritik der reinen Vernunft, 1판, 1781년: 2판, 1787)

- 최재희 옮김, 박영사, 2009년(개정판), ISBN 978-89-6454-181-4
- 백종현 옮김(전2권), 아카넷, 2006년, ISBN 89-5733-031-3

- 《학으로서 등장할 수 있는 모든 장래의 형이상학을 위한 서설》 (Prolegomena zu einer jeden künftigen Metaphysik, die als Wissenschaft wird auftreten können, 1783년)

- 《형이상학 서설》, 백종현 옮김, 아카넷, 2012년, ISBN 978-89-5733-247-4

- 《계몽이란 무엇인가에 대한 답변》 (Beantwortung der Frage: Was ist Aufklärung?, 1784년)
- 《세계시민적 견지에서 본 보편사의 이념》 (Idee zu einer allgemeinen Geschichte in weltbürgerlicher Absicht, 1784년)

- 《세계시민적 견지에서 본 보편사의 이념》, 이석윤 옮김,

- 《윤리형이상학 정초》 (Grundlegung zur Metaphysik der Sitten, 1785년)

- 《윤리형이상학 정초》, 백종현 옮김, 아카넷, 2005년, ISBN 978-89-5733-064-7
- 《도덕 형이상학을 위한 기초 놓기》, 이원봉 옮김, 책세상, 2002년, ISBN 978-89-7013-364-5

- 《자연과학의 형이상학적 기초》 (Metaphysische Anfangsgründe der Naturwissenschaft, 1786년)
- 《실천이성비판》 (Kritik der praktischen Vernunft, 1788년)

- 백종현 옮김, 아카넷, 2002년, ISBN 89-89103-56-8
- 최재희 옮김, 박영사, 2011년, ISBN 978-89-6454-112-8

- 《판단력비판》 (Kritik der Urteilskraft, 1790년)

- 이석윤 옮김, 박영사, 2005년, ISBN 978-89-10-03012-6
- 백종현 옮김, 아카넷, 2009년, ISBN 978-89-5733-153-8

- 《이성의 한계 안에서의 종교》 (Die Religion innerhalb der Grenzen der bloßen Vernunft, 1793년)

- 《이성의 한계 안에서의 종교》, 백종현 옮김, 아카넷, 2011년, ISBN 978-89-5733-217-7

- 《영구 평화론》 (Zum ewigen Frieden. Ein philosophischer Entwurf, 1795년)

- 이한구 옮김, 서광사, 1992년, ISBN 978-89-306-1021-6

- 《윤리 형이상학》 (Die Metaphysik der Sitten, 1797년)

### 칸트 전집
- 독일 왕립학술원에서 간행한 전집 (Kant gesammelte Schriften, 편집 Königliche-Preußische Akademie der Wissenschaften, 1910ff., Berlin). 흔히 "학술원판"으로 불리는 이 전집은 칸트저술 인용의 표준으로 사용되고 있다.
- 주어캄프 출판사에서 간행한 바이셰델 편집 (Kants Werke, W. Weischedel (Hrsg.), Suhrkampff)

## 같이 보기
- 독일 관념론
- 신칸트파

## 참고 자료
논문
- 김석수, 칸트에 있어서 법과 도덕, 서강대학교
- 윤종한, 칸트의 이성 신앙과 그 역사적 실현에 관한 연구, 전남대학교
- 칸트 『순수이성비판』 / 김재호 pdf
- 칸트 『실천이성비판』 / 박정하 pdf
- 칸트 『윤리형이상학 정초』 / 김재호 pdf
- 칸트 『판단력비판』 / 김상현 pdf

단행본
- 김석수, 순수이성 비판 서문, 책세상, 2002, ISBN 89-7013-301-1
- 백종현, 존재와 진리, 철학과현실사, 2000, ISBN 89-7775-281-7
- 하영석, 대한철학회 편, 칸트 철학과 현대사상, 형설출판사, 1984
- 프리드리히 카울바하, 백종현 옮김, 칸트-비판철학의 형성과정과 체계, 서광사, 1992
- 오트프리트 회페(Höffe, Otfried) (2004): 이마누엘 칸트(Immanuel Kant), 뮌헨(München)
  - 한국어 번역본: 이마누엘 칸트, 이상헌 옮김, 문예출판사, 1997, ISBN 89-310-0311-0

백과사전
- 이 문서에는 다음커뮤니케이션(현 카카오)에서 GFDL 또는 CC-SA 라이선스로 배포한 글로벌 세계대백과사전의 "법의 발달#칸트" 항목을 기초로 작성된 글이 포함되어 있습니다.